# Haematopota crassicornis
Haematopota crassicornis är en tvåvingeart som beskrevs av Johan August Wahlberg 1848. Haematopota crassicornis ingår i släktet Haematopota och familjen bromsar. Enligt den finländska rödlistan är arten otillräckligt studerad i Finland. Arten är reproducerande i Sverige. Artens livsmiljö är strandängar vid sötvatten. Inga underarter finns listade i Catalogue of Life.

## Bildgalleri

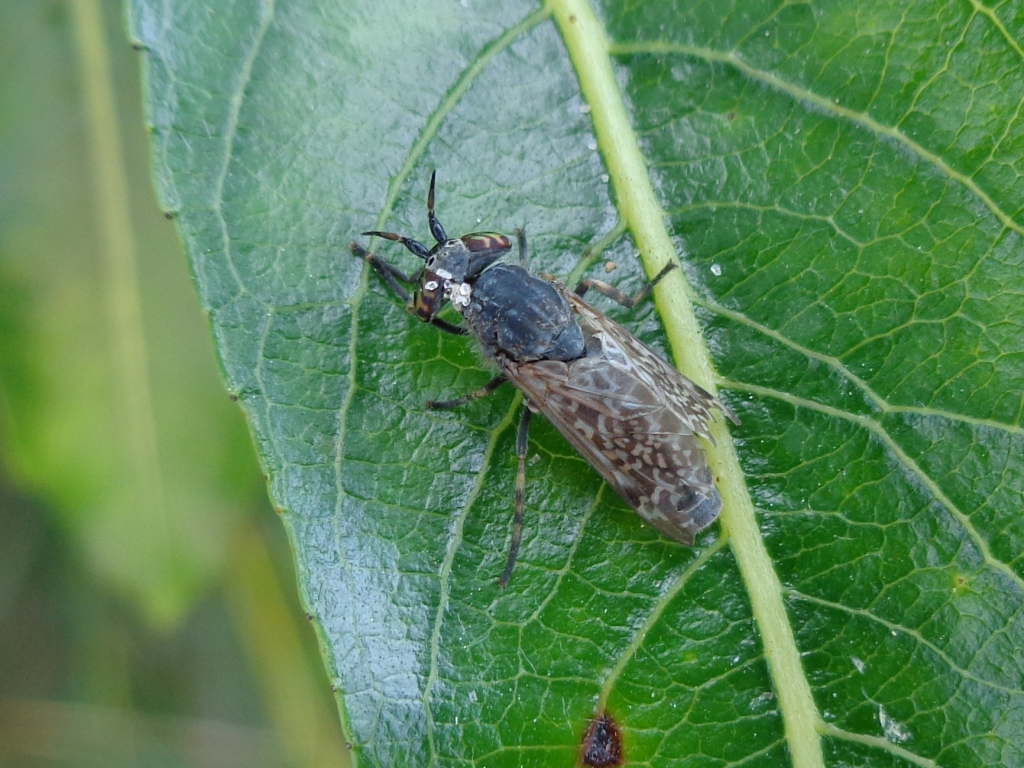
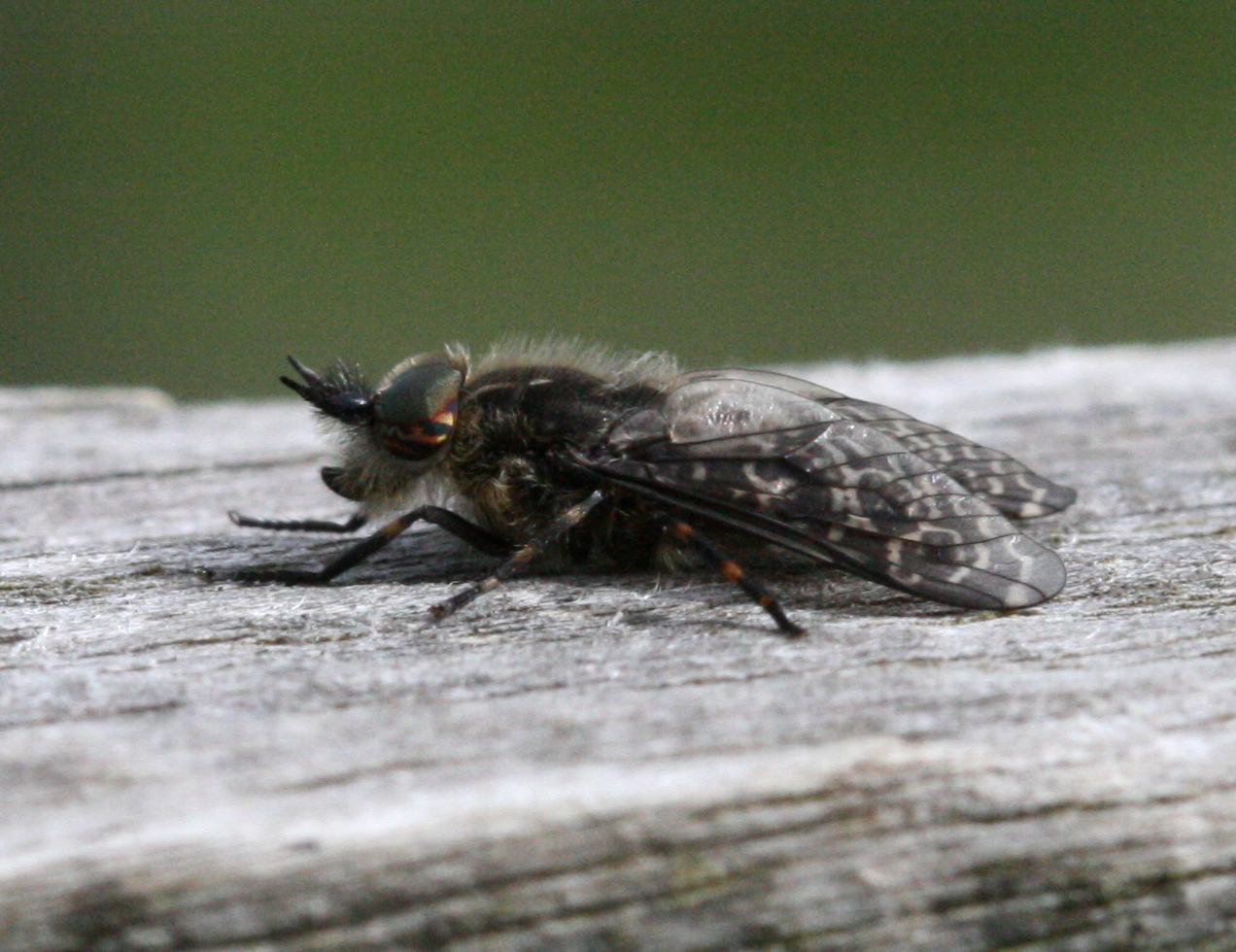
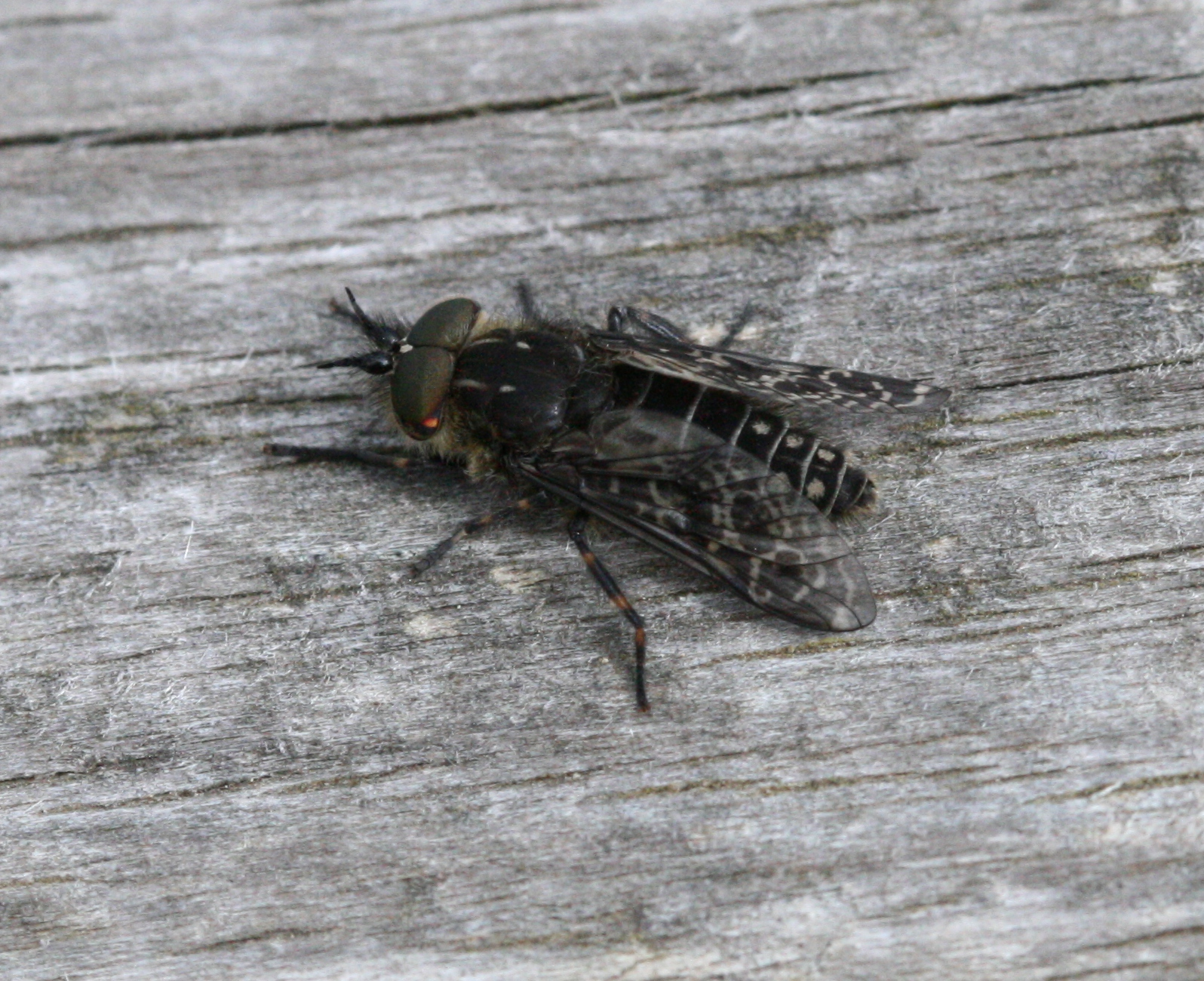
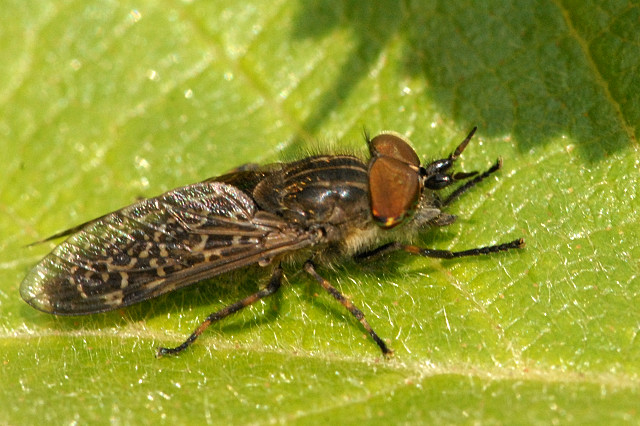